# Kleinenknetener Steine
De Kleinenknetener Steine (ook wel Kleinenkneter Steine of Großen Steine genoemd) zijn neolithische bouwwerken in de buurt van Kleinenkneten, Wildeshausen. Ze liggen ca. 3,5 km ten zuiden van de dorpskern van Wildeshausen in de Wildeshauser Geest in Nedersaksen. De Kleinenknetener Steine maken onderdeel uit van de Straße der Megalithkultur.
Twee bouwwerken (Hünnenbett I en II) liggen op de originele plaats, maar één bouwwerk (graf 3) is naar deze locatie verplaatst vanuit Dötlingen.
De 'hunebedden zijn opgericht tussen 3500 en 2800 v.Chr. en worden toegeschreven aan de Trechterbekercultuur. In de Wildeshauser Geest liggen nog meer soortgelijke bouwwerken.

## Vondsten

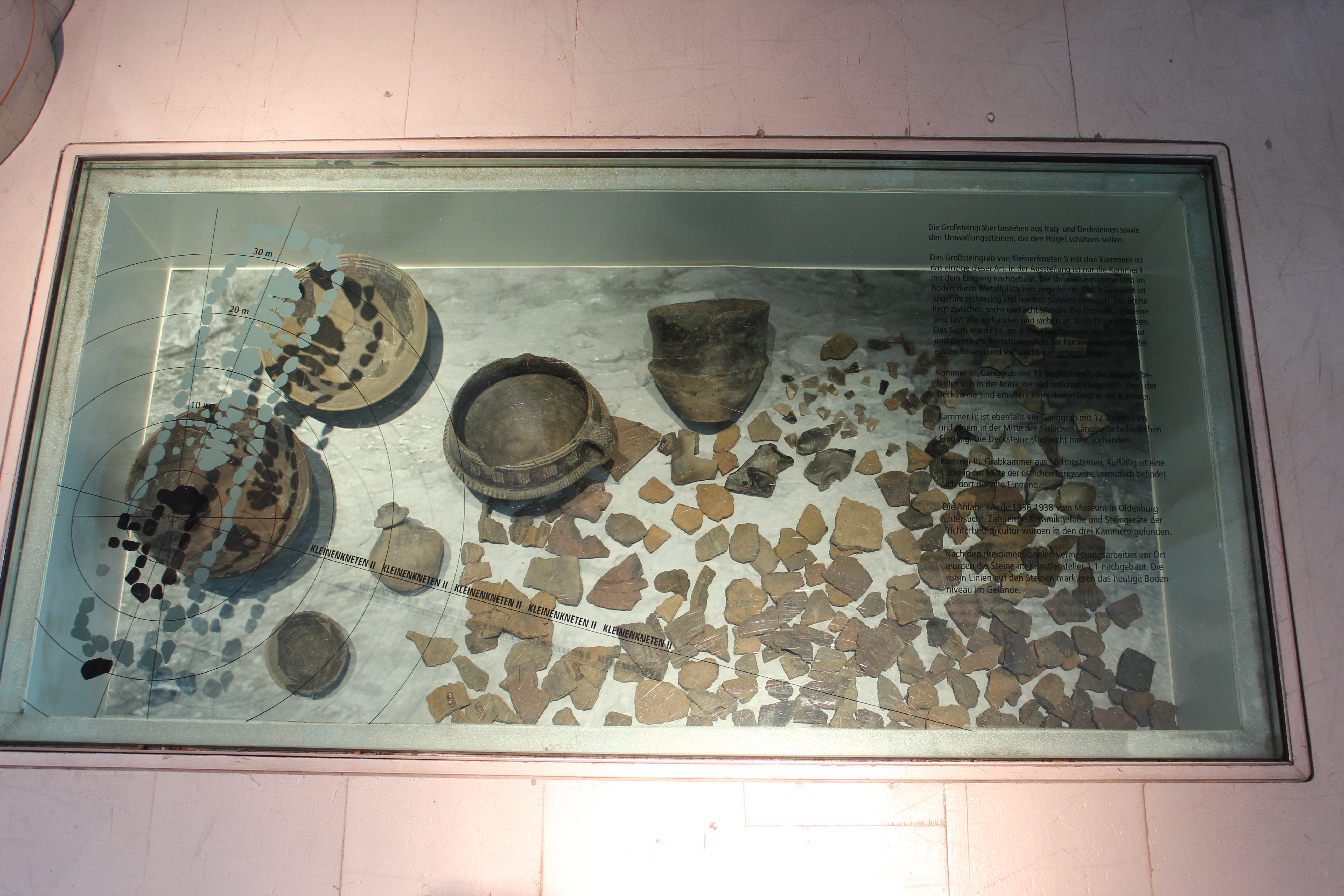
Vpndsten tentoongesteld in het Landesmuseum für Natur und Mensch, Oldenburg

Beide bouwwerken werden in 1934/35 onder leiding van het Landesmuseum für Natur und Mensch onderzocht. Ongeveer 10.000 stukken keramiek werden in het museum onderzocht en worden daar bewaard. Er konden een kraaghalsfles en trechterbekers gereconstrueerd worden.
De vier kamers van Hünenbett I en II leverden naast vondsten van keramiek, bijlen en pijlpunten van vuursteen en objecten van barnsteen ook een object van koper op.

## Hünenbett I (met kamer)
Het gerestaureerde, ongeveer noord-zuid georiënteerde bouwwerk heeft een nog complete steenkrans (het 'Hünenbett') en behoort tot het type ganggraf. Het bestaat uit 85 zwerfkeien en een dekheuvel van 1200 m³. De tot twee meter hoge stenen aan de smalle zijde zijn de hoogste van de krans. Deze is ongeveer 50 meter lang en 7 meter breed. Alle stenen tezamen wegen 3.400 ton, wat tot een gemiddelde van 4 ton leidt.
De krans wordt in het midden van de oostelijke lange zijde door een 1,2 meter hoge en 0,6 meter brede toegang onderbroken. Hier bevindt zich een ongeplaveide poort met een drempel. De trapezoïde kamer bestaat uit 11 draagstenen, waarop één originele en twee later geplaatste dekstenen. De kamer is met stenen geplaveid, op sommige plekken is dit dubbellaags, en meet 6,8 meter in lengte. 
Aan de noordzijde is de kamer 2,4 meter breed en aan de zuidzijde 2,1 meter. De kamer is 1,7 tot 1,6 meter hoog. De stapelstenen misten en dit is gerestaureerd. Omdat de stopstenen aan de noordzijde niet volledig zijn, dringt er daglicht door in de kamer.
Dit Hünenbett werd gereconstrueerd op een manier die de oorspronkelijke toestand moet voorstellen. In de loop der tijd is de kamer meerdere malen uitgeruimd en voor latere bijzettingen gebruikt.

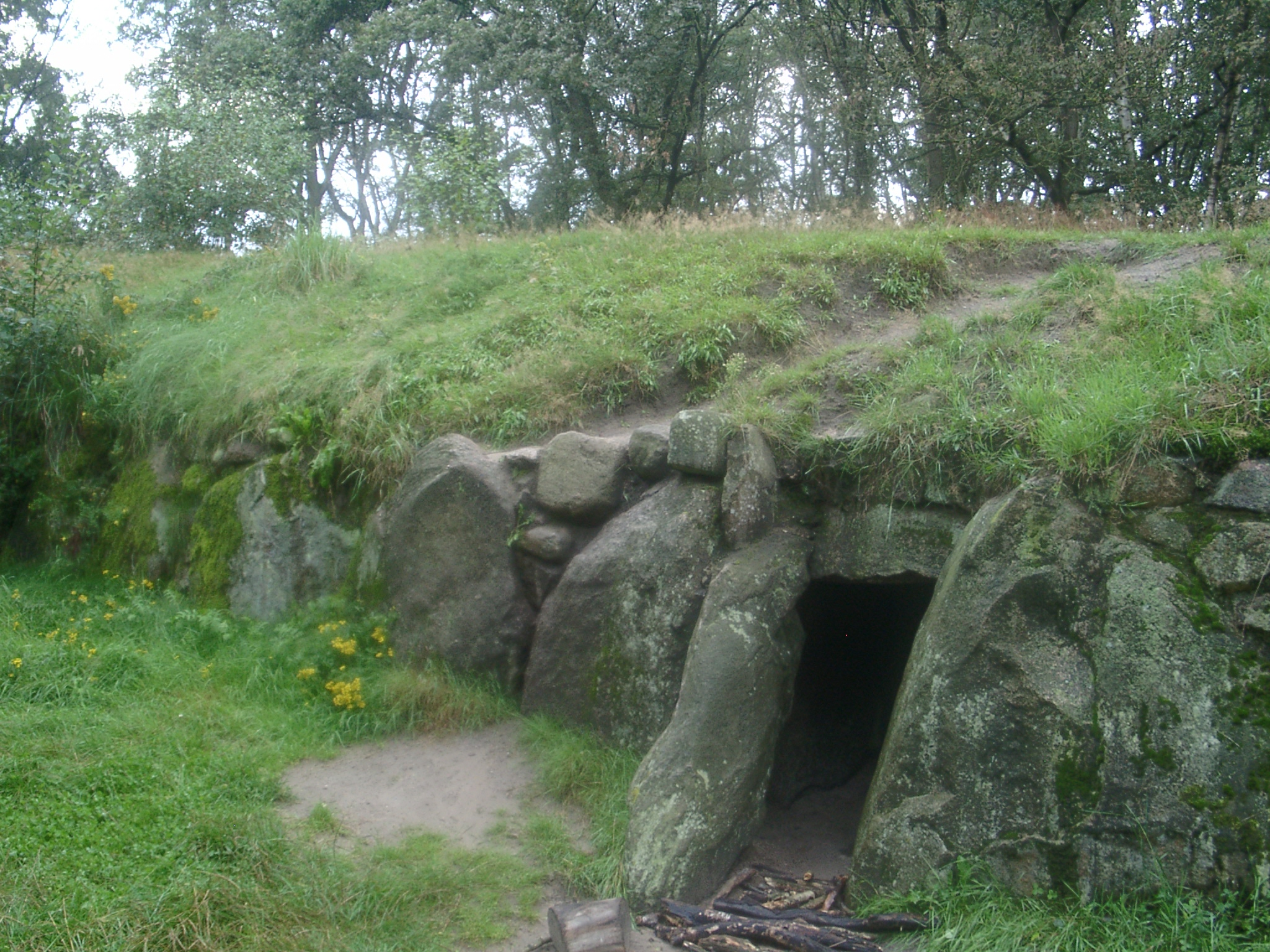
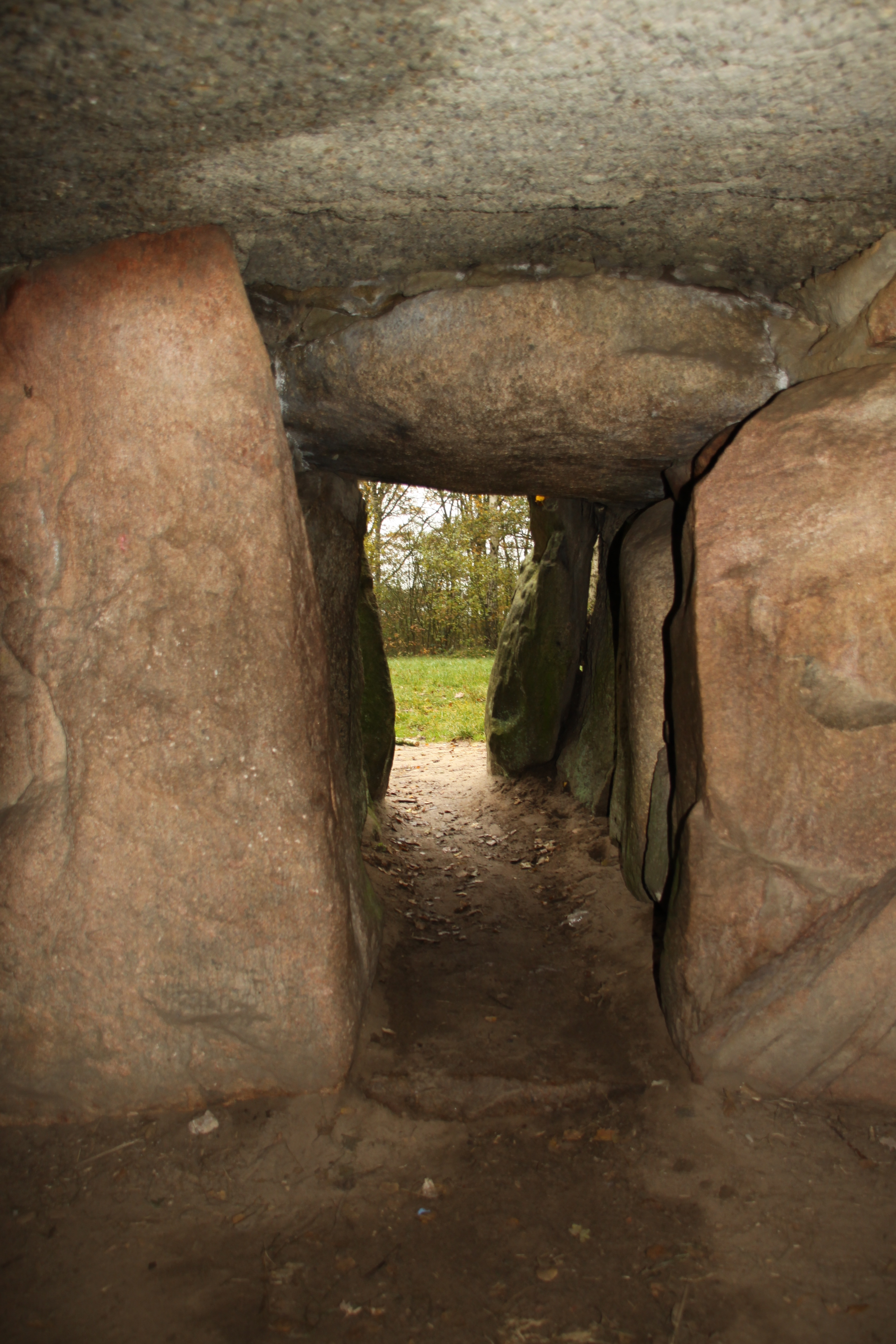
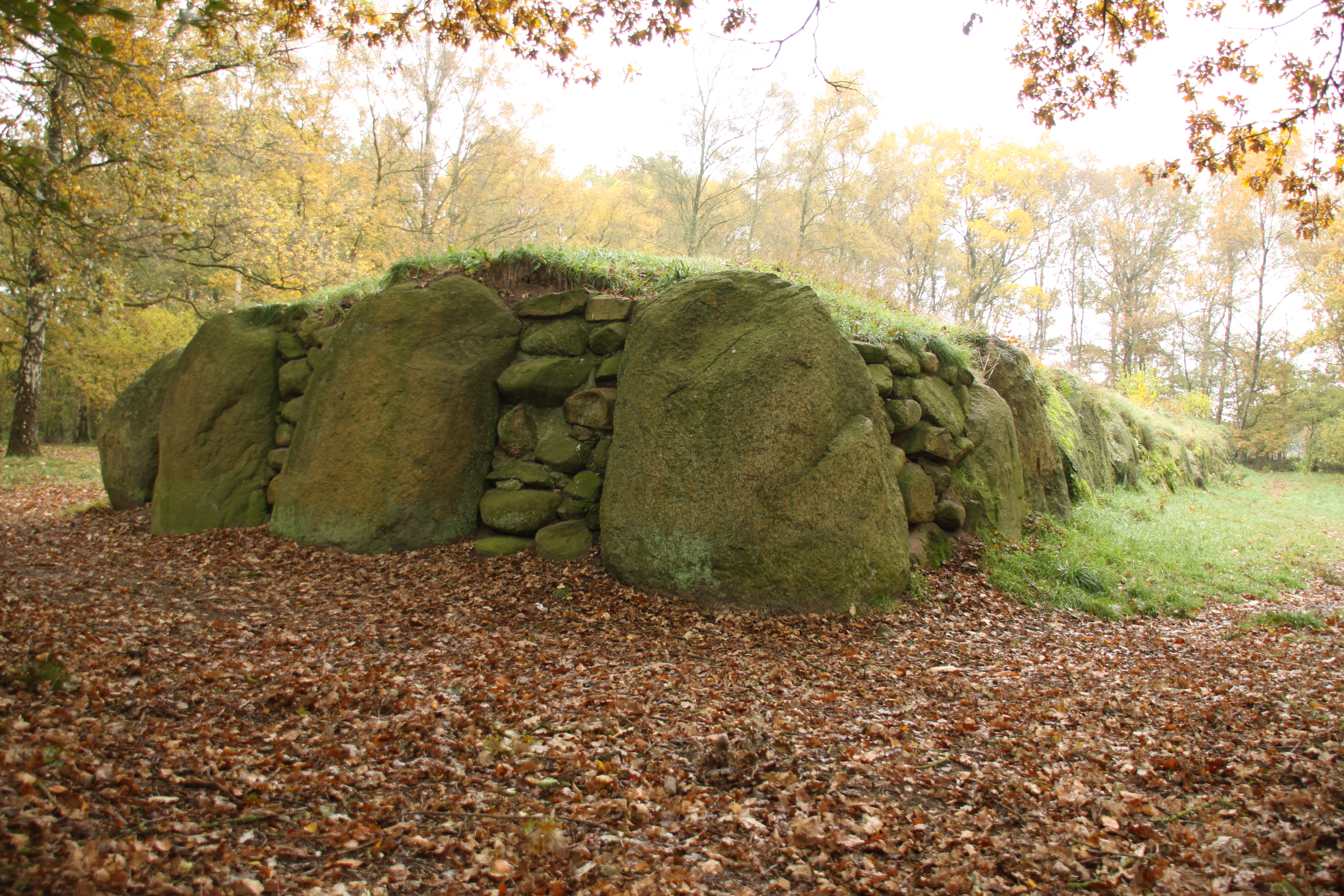
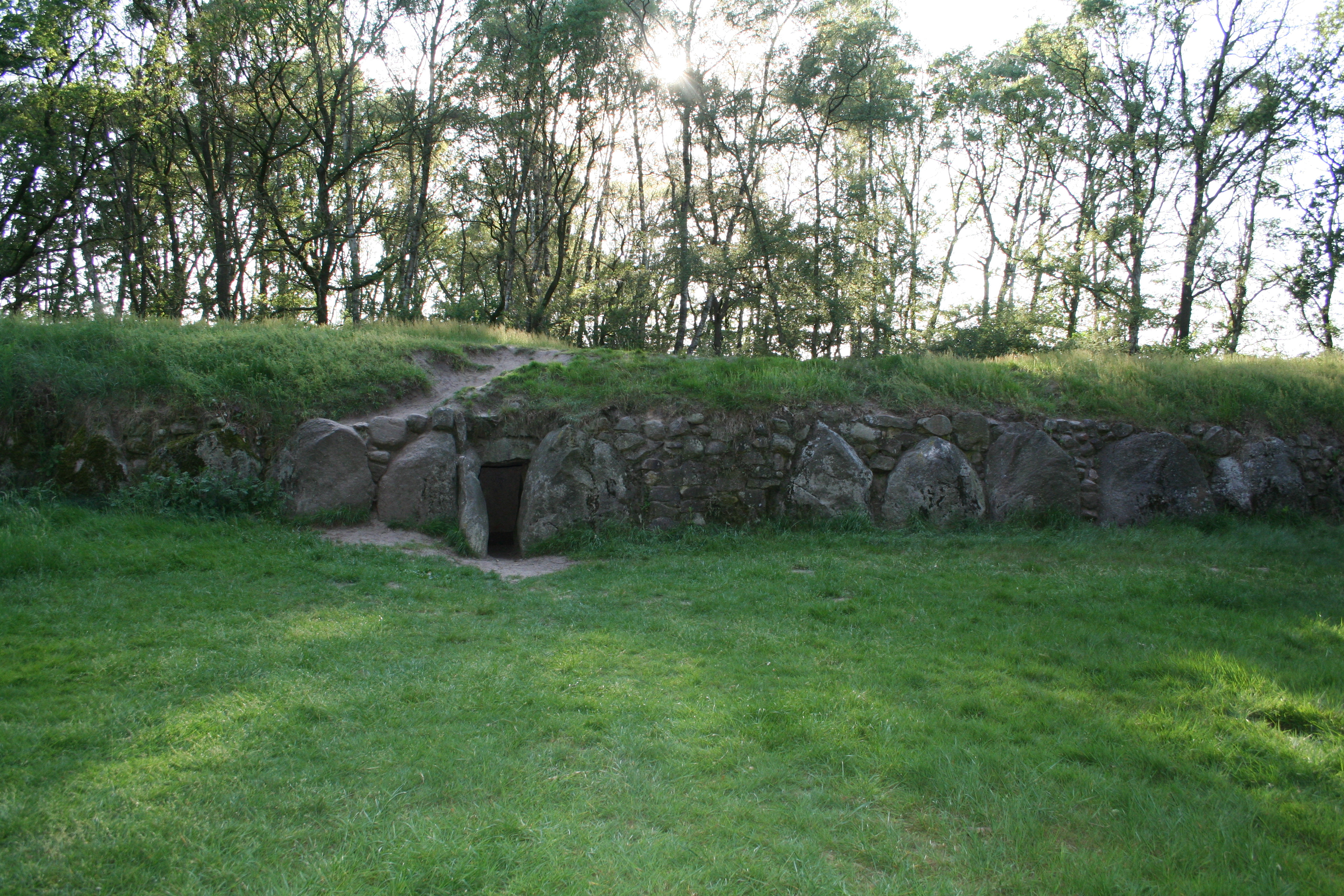
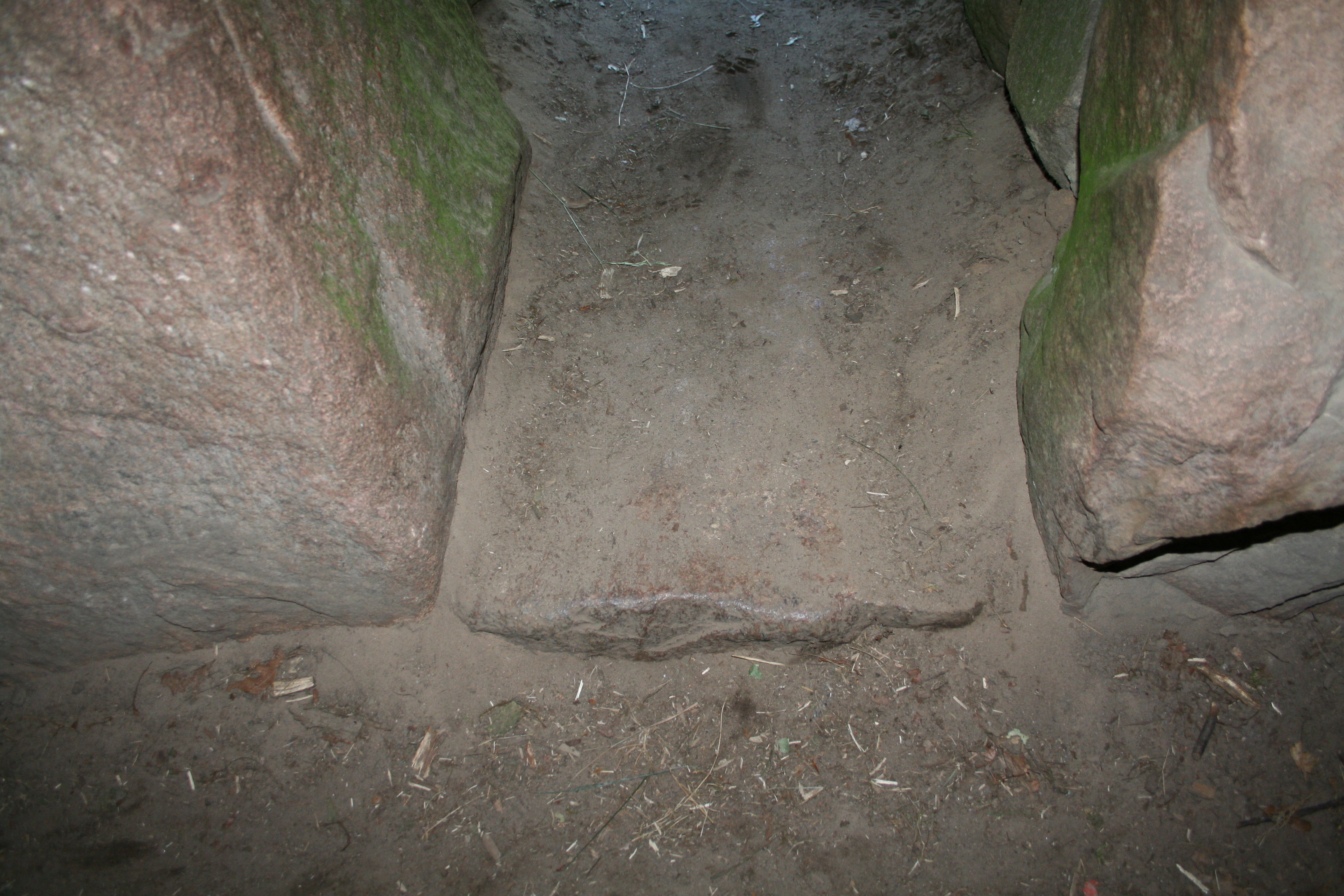

## Hünenbett II
Dit is het enige ganggraf in Nedersaksen en een van de weinige in geheel Duitsland met drie kamers in een gemeenschappelijke dekheuvel en steenkrans. In Denemarken zijn Dyssen bekend waar vijf afzonderlijke kamers in een gemeenschappelijke krans ingesloten zijn, maar dit zijn kleinere bouwwerken.
De onregelmatig gevormde krans is 35 meter lang en is in het midden smaller. De breedte is tot 8 meter, maar in het midden ongeveer 6 meter. Deze bijzonderheid laat vermoeden dat de tweede kamer als laatste tussen de eerste en derde is geplaatst. Daarbij werd de al bestaande krans rondom deze kamers geopend en de stenen werden bij de bouw van kamer twee of voor het afsluiten van de krans rond het totale bouwwerk gebruikt. De reden hiervoor zou kunnen zijn dat er geen stenen in de directe omgeving te vinden waren op het moment dat de derde kamer werd toegevoegd. Dit zou ook een verklaring kunnen zijn voor de geringe grootte en het gebruik van afwijkende steenformaten bij de bouw van de tweede kamer.

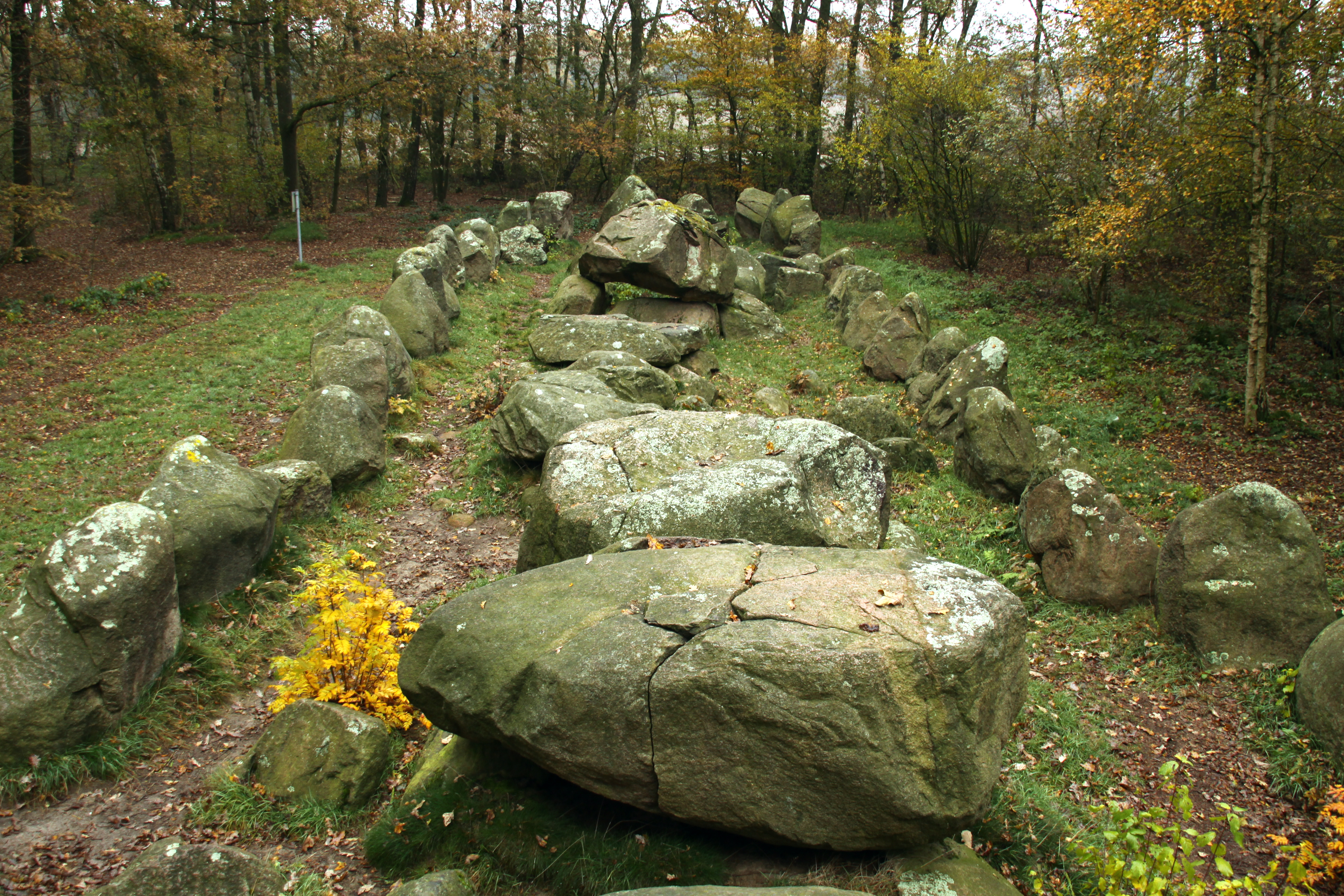
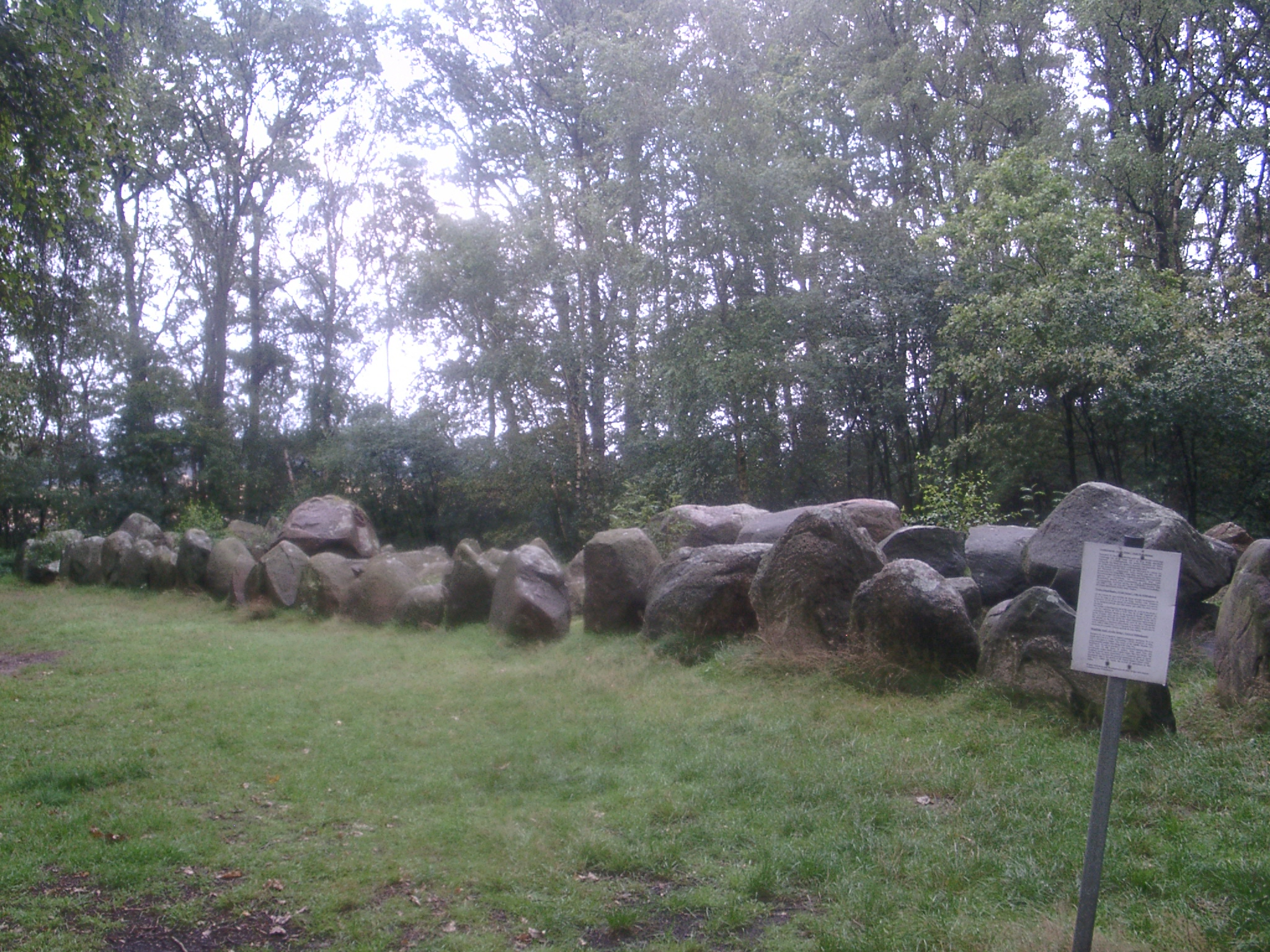
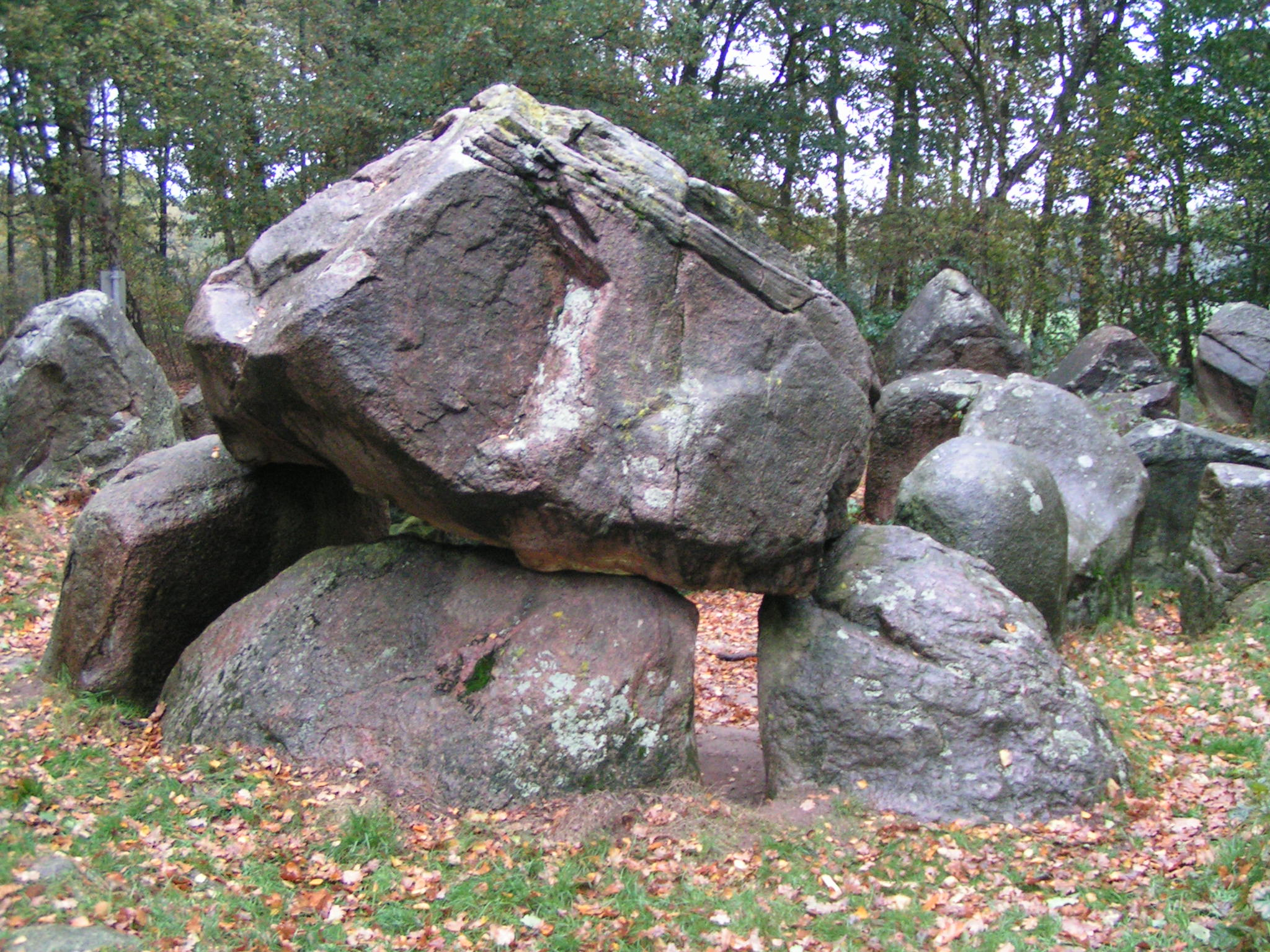
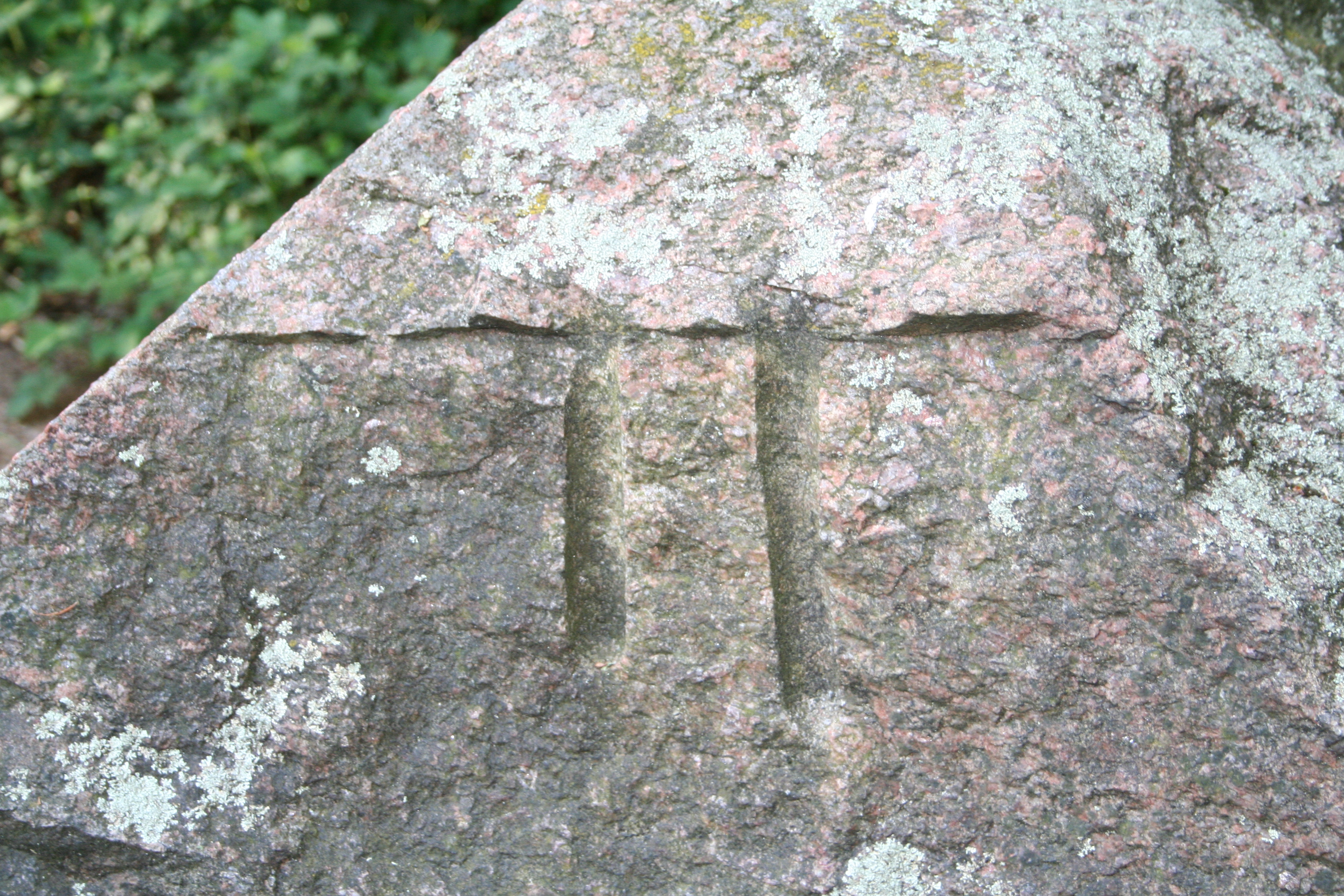
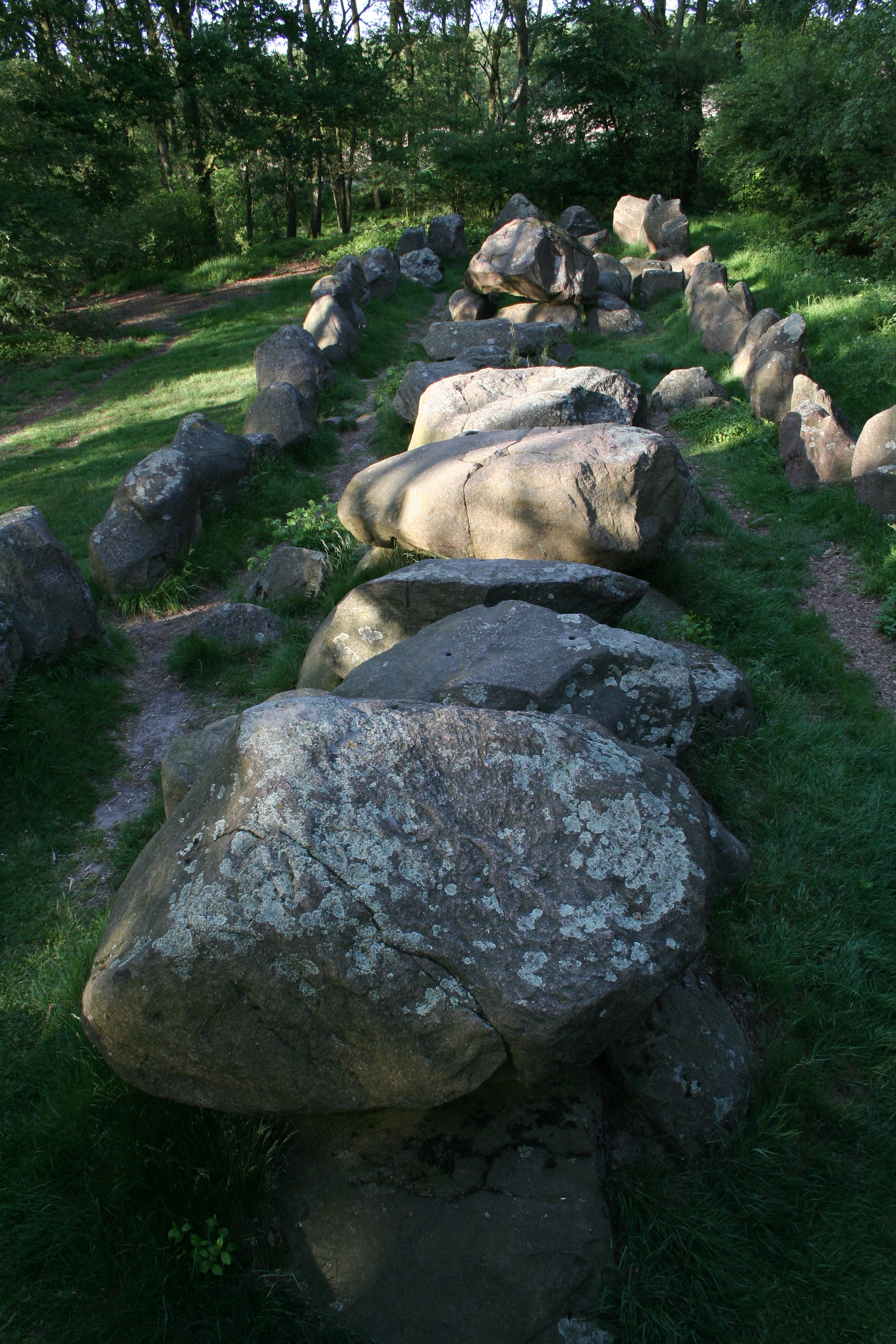

### Kamer 1

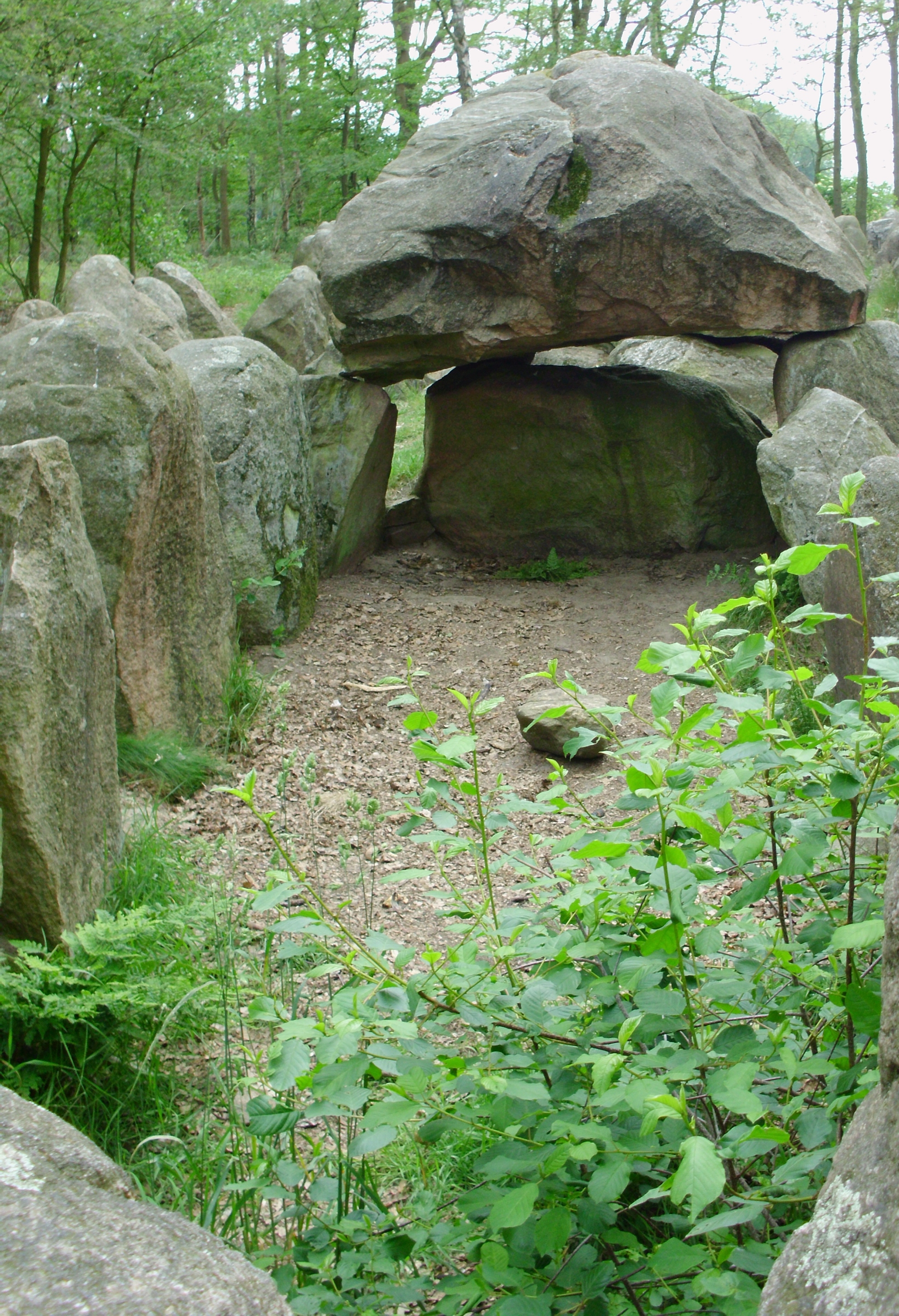
Kamer 1 van ganggraf II

De 7 meter lange en 1,4 tot 1,6 meter brede kamer is 2 meter hoog en bestaat uit 13 draagstenen. Van de oorspronkelijke vijf of zes dekstenen is nog maar één bewaard gebleven. De poort kan door een gat in de zuidoostelijke zijde en nog twee bewaard gebleven poortstenen aangeduid worden. De drempel en een steen die mogelijk als afsluitsteen gebruikt is, zijn ook teruggevonden.
Toen dit hunebed werd afgegraven, was het nog volledig onverstoord. Daarom is dit hunebed van groot belang voor de wetenschap. Er werden werktuigen, stenen wapens en aardewerk aangetroffen (zoals een kraaghalsfles) en de kwaliteit hiervan wijst op een zeer groot vakmanschap en hoge levenstandaard.

### Kamer 2
De 5 meter lange en 1 tot 1,5 meter brede kamer is laag en bestaat uit 13 draagstenen. De vijf relatief kleine dekstenen zijn allemaal bewaard gebleven. De poort kan ook hier door middel van een gat in de zuidoostelijke zijde en twee paar poortstenen aangewezen worden. De drempel werd ook gevonden.

### Kamer 3
De 8 meter lange en 1,2 tot 1,5 meter hoge kamer was 1,8 meter breed.  De kamer bestaat uit 14 draagstenen. Er zijn nog vier dekstenen bewaard gebleven. Een vijfde deksteen en een extra draagsteen zijn in het midden van het bouwwerk verdwenen. De gang is hier op de zuidwestelijke zijde aangebracht en er zijn daarvan nog één paar poortstenen en de drempel teruggevonden.

## Graf 3
Het derde graf (25 c van de Strasse der Megalitkultur) komt oorspronkelijk uit Dötlingen en werd in 1930 verplaatst.

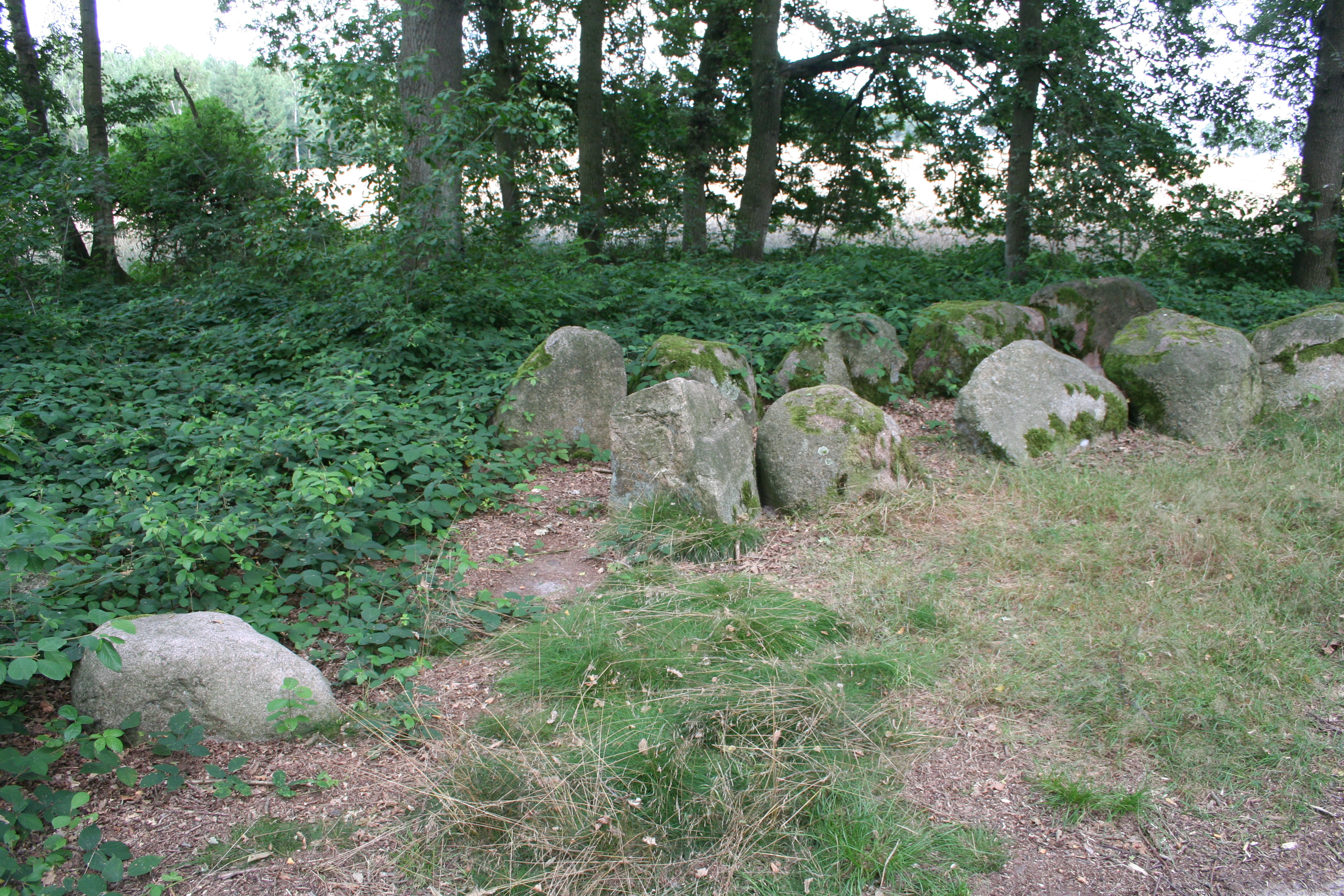
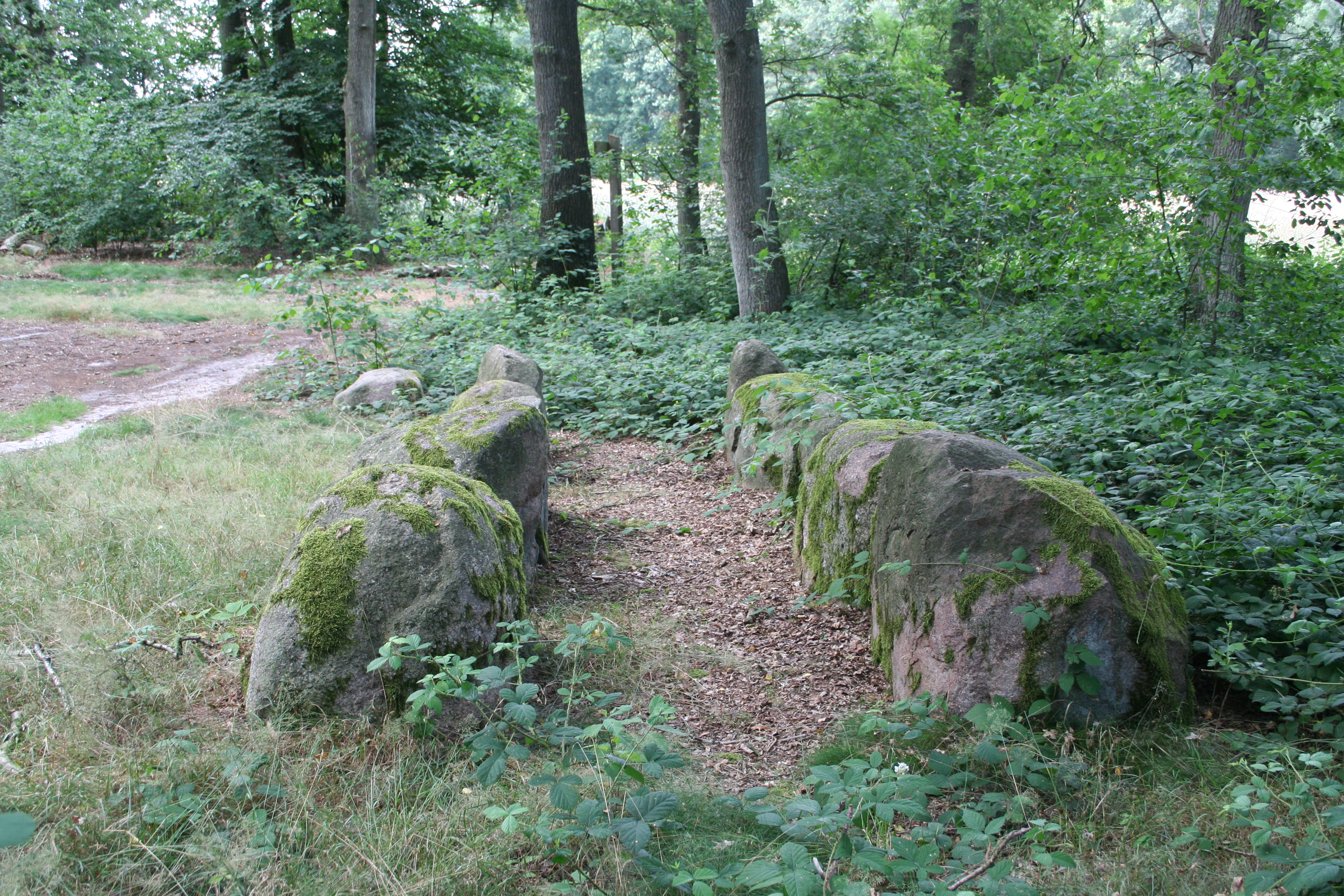
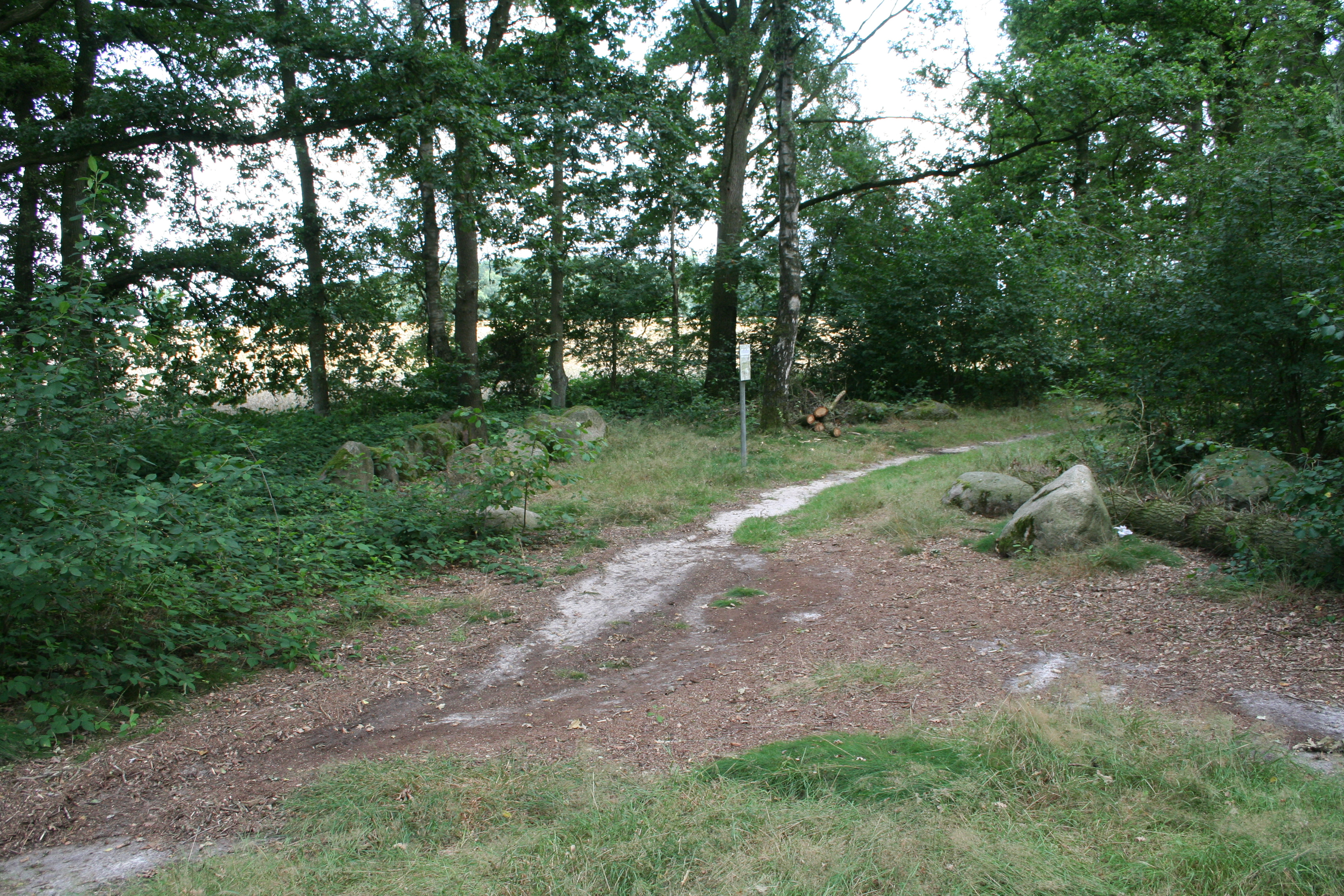

## Weblinks
- Thomas Witzke: Megalithgräber und Menhire in Niedersachsen. Rekonstruiertes Großsteingrab „Große Steine 1“ (auch „Kleinenknetener Steine“ genannt), Kleinenkneten bei Wildeshausen bei www.strahlen.org
- Bilder der Kleinenkneter Steine (stonepages.de)
- Wildeshausen Navigator: auf die Großen Steine fokussierter LGLN bequellter interaktiver amtl.  Kartendienst der Stadt Wildeshausen